# Société Zodiac
La Société Zodiac fue una empresa constructora de globos aerostáticos, dirigibles flexibles y semirrígidos fundada en 1909 en Puteaux por el pionero francés de la aeroestación Maurice Mallet . Los aerostatos construidos en sus talleres fueron famosos por el cuidado y refinamiento de su construcción pero también, por las numerosas innovaciones que presentaban. Durante la I Guerra Mundial, la empresa se especializó en la producción de pequeños dirigibles que podían desinflarse, compactarse y transportar fácilmente en carros tirados por caballos. La empresa también fabricó bajo licencia aeroplanos. Después de la guerra, la empresa pasó de los dirigibles y aviones a la producción de una popular línea de botes y lanchas inflables para los mercados militares y civiles, y más tarde a la producción aeroespacial -véase Groupe Zodiac - .

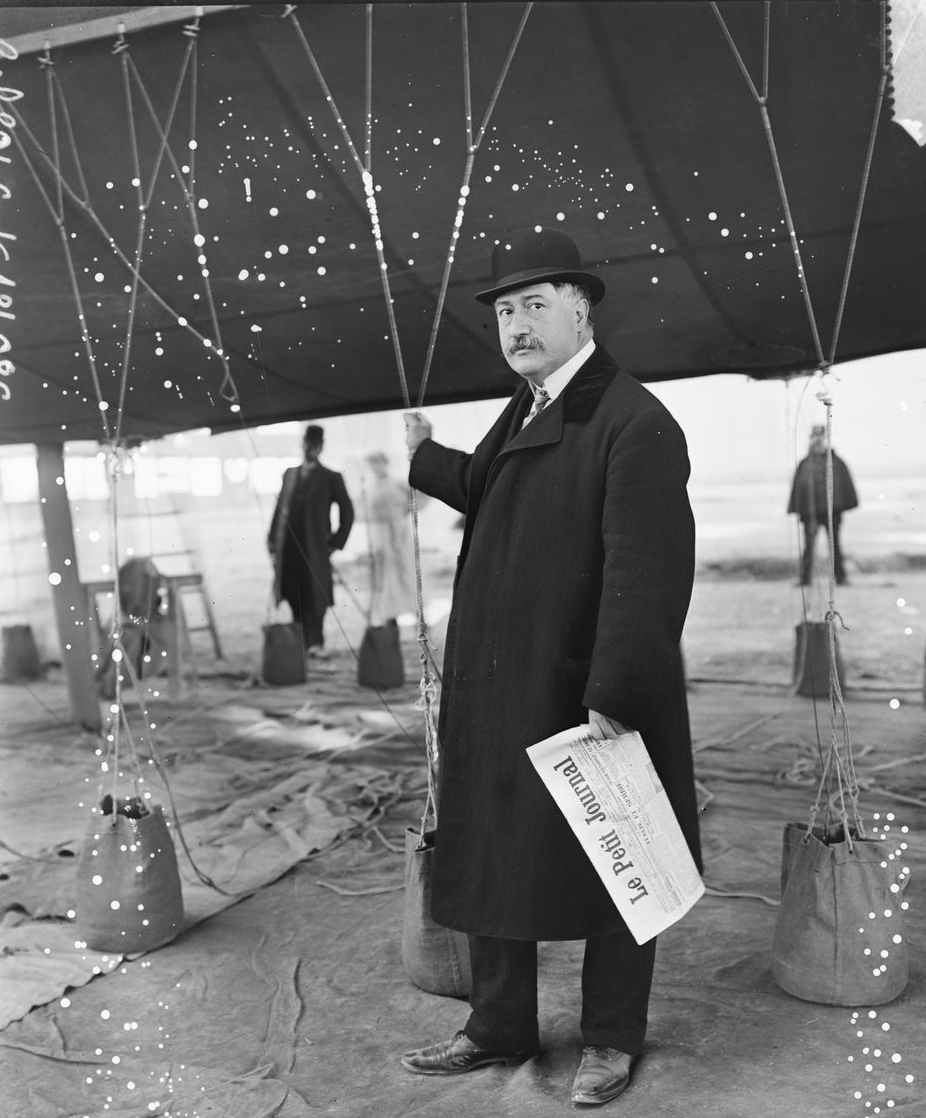
Maurice Mallet en 1908

## Historia
Las empresas de construcciones aeronáuticas de Maurice Mallet
Nacido en París en 1861, Maurice Mallet mostró desde muy joven interés por la aeronáutica. Con motivo de la Exposición Universal de París (1878), quedó fascinado por el inmenso globo cautivo de “vapor” instalado por el ingeniero Henry Giffard , considerado como el inventor del dirigible, en el patio del Palacio de las Tullerías. Tras numerosos vuelos en globo esférico emprendidos desde 1879, Mallet funda en 1886, junto con el deportista aeronauta Paul Jovis su primera empresa aeronáutica, la Union Aéronautique de France. A la muerte de Jovis en 1891 tuvo que continuar él solo las experiencias.
En la primavera de 1897 comienza otra aventura empresarial asociado con su antiguo alumno Antonino Mélandri, consumado deportista, y competente aeronauta, y con el industrial Paul Simard de Pitray, instalando, cerca del Bois de Boulogne, un parque para globos bajo el nombre de Socièté Mallet, Melandri et de Pitray. En 1898, Maurice Mallet conoció al conde Henri de La Vaulx , que realizó su primera ascensión en globo desde los talleres Mallet. Cautivado, decidió dedicar su tiempo y su fortuna al desarrollo de la aeronáutica. Como muchos aristócratas y mecenas de la época, en octubre del mismo año, de La Vaulx participó en la creación del Aéro-Club de France, que desempeñó un papel clave en la organización de competiciones de globos libres y en la creación de un comité de verificación y seguimiento de récords en 1899.
Un año después, en 1899, funda los nuevos Ateliers de Constructions Aéronautiques Maurice Mallet, con el apoyo económico de algunos de los numerosos aerosteros con los que había ido emprendiendo sus diferentes iniciativas.Los talleres de Mallet prosperan gracias a los pedidos regulares del Aéro-Club de France, del que es uno de los cofundadores y proveedor oficial.
Sin embargo, no todo fueron éxitos, entre 1902-1903, Maurice Mallet unió fuerzas con el ingeniero y pionero de la aeronáutica Victor Tatin para construir el dirigible La Ville de Paris para el magnate del petróleo y apasionado aficionado de los primeros tiempos de la aviación Henri Deutsch de la Meurthe, que no fue un éxito, por lo que encargó en 1904 otro dirigible más eficiente con el mismo nombre a los Ateliers aéronautiques Édouard Surcouf. 

### LaSociété Française de Ballons Dirigeables et d’Aviation Zodiac
En mayo de 1906 efectúa su primera salida el “Comte de la Vaulx”, dirigible construido para el mecenas y deportista aeronáutico Conde Henri de La Vaulx.
Fruto de esta relación es la constitución el 5 de enero de 1908 de una nueva empresa que, junto a varios socios capitalistas (André Schelcher,
Marquez y Georges Bricard, etc.) cuenta con la implicación directa de Henry de la Vaulx en todo el proceso, desde los diseños a los vuelos de prueba. La Société Française des Ballons Dirigeables, se constituirá en una de las pocas casas constructoras con una estructura industrial de cierta solidez, con laboratorios de ensayos, talleres de construcción en Puteaux , y hangares y campo de vuelo en Saint-Cyr , probablemente, sólo fuera superada en aquel entonces por los Ateliers aéronautiques Édouard Surcouf , a quien, seguían dirigiéndose los ingenieros que, posteriormente independizados, continuarán desarrollando los dirigibles construidos por las compañías Lebaudy Frères y Clément-Bayard, donde unos y otros recurrirán, hasta disponer de instalaciones independientes propias para que, en sus talleres de Billancourt , Surcouf les construya sus dirigibles.
Ese mismo año 1909 se cambia de nuevo el nombre de la firma por el de Société Française de Ballons Dirigeables et d’Aviation Zodiac (más brevemente Socièté Zodiac), con el recuerdo para el origen, con el subtítulo de: Anciens Établissements Maurice Mallet. Se pretendía atender todos los ámbitos de las actividades aeronáuticas, sobre todo globos (libres y cometas), que ya tenían una larga tradición, y dirigibles, que constituían entonces el presente más prometedor, y se anunciaba, la intención para el futuro de fabricar unos incipientes aeroplanos para los que ya se pronosticaba un gran protagonismo. De esta época es el diseño del logotipo, un dirigible sobre la esfera del planeta atravesando el Zodíaco.
A partir de 1911 la producción se diversifica, fabricándose además de los diferentes modelos de globos, monoplanos y biplanos MF diseñados por Maurice Farman. A ello hay que añadir el diseño propio y construcción de los poco conocidos monoplano Zodiac No.1,y biplanos Zodiac No.3 y Zodiac No.4. En 1912, añadieron a su producción hidroaviones, y en 1913 comenzaron a producir motores bajo licencia de la Société des Établissements L. Picker. Esos años constituyeron un período en el que amplían sus instalaciones iniciales en las afueras de París construyendo un gran hangar en Saint-Cyr para construir en 1913 el dirigible rígido, -único en la historia de la sociedad- “Spiess”. Así, en 1914 ya eran proveedores habituales de las principales sociedades aeronáuticas, del Ministère de la Guerre francés, del gobierno zarista ruso, y de los ejércitos de Argentina, Bélgica, Canadá, España, Estados Unidos, Holanda y Japón.
A principios de la década de 1910, como parte de su ambicioso programa de dirigibles, el Ministerio de Guerra encargó a la Société Zodiac la construcción de varios dirigibles de gran volumen. Las limitaciones y dificultades provocadas por estos contratos con el gobierno francés están en el origen de la marcha de la sociedad del conde H. de La Vaulx.

## Dirigibles anteriores a la I Guerra Mundial (1906-1913)
Datos obtenidos de:Los dirigibles polilobulados de la Société Zodiac D'Orcy's Airship ManualLes dirigeables Zodiac
| Número | Nombre                        | Primer vuelo   | Eslora (m) | Manga (m) | Volumen (m3) | Motor Potencia             | Velocidad (km/h) | Notas | Imágenes |  |
| ------ | ----------------------------- | -------------- | ---------- | --------- | ------------ | -------------------------- | ---------------- | --- | -------- |  |
| 1      | Comte de la Vaulx             | 30.06.1906     | 32.5       | 6.4       | 730          | Clerget 14 CV              | 25               | Aeronave experimental. Encargada y financiada por el cofundador de la empresa, el Conde Henri de La Vaulx                                          |          |  |
| 2      | Zodiac I Le Petit-Journal     | 29.11.1908     | 30,0       | 7.0       | 700          | Ader 16 CV                 | 26 - 28          | Dirigible publicitario del periódico Le Petit-Journal                                                                                              |          |  |
| 3      | Zodiac II                     | 03.1909        | 40         | 7.5       | 900          |                            |                  | El Le Petit-Journal reformado con aumento de volumen                                                                                               |          |  |
| 4      | Zodiac III                    | 2.08.1909      | 40.8       | 8.5       | 1400         | Ballot 45 CV               | 45               | Construido para el ejército belga |          |  |
| 5      | Zodiac IV                     | 31.07.1910     | 32         | 7.5       | 800          | Ballot 20 CV               | 35               | Construido para Stuart Davis de The Zodiac Dirigible Balloon Company, New York.                                                                    |          |  |
| 6      | Zodiac V                      | 1910           | 42.5       | 8.5       | 1700         | 50 CV                      | 40               | Construido para el ejército imperial ruso |          |  |
| 7      | Zodiac VII Duindigt           | 11.05.1911     | 34.9       | 6.8       | 915          | Daimler 30 CV              | 43               | Construido para el ejército holandés |          |  |
| 8      | Zodiac IX Tchaika             | 8.12.1910      | 48.0       | 10.0      | 2140         | Labor-Piquer 60 CV         | 40               | Construido para el Ejército Imperial ruso |          |  |
| 9      | Zodiac VIII Korchoune         | 17.11.1910     | 48.0       | 10.0      | 2140         | Dansette-Gillet 60 CV      | 40               | Construido para el Ejército Imperial Ruso |          |  |
| 10     | Zodiac VI (Le Temps)          | 12.03.1911     | 50.3       | 9.0       | 2300         | Dansette-Gillet 60 CV      | 60               | Comprado por el diario Le Temps por suscripción popular. Donado al ejército francés                                                                |          |  |
| 11     | Zodiac 10 Capitaine Ferber    | 6.12.1911      | 76.0       | 12.4      | 6000         | Dansette-Gillet (2) 90 CV  | 56               | Construido para el ejército francés |          |  |
| 12     | Zodiac XI Commandant Coutelle | 8.05.1913      | 92.0       | 14.0      | 9500         | Dansette-Gillet (2) 95 CV  | 62               | Construido para el ejército francés |          |  |
| 13     | Spiess                        | mayo 1913      | 113.0      | 13        | 12000        | Dansette-Gillet (2) 220 CV | 75               | Única aeronave rígida construida por la Société Zodiac. Lleva el nombre de su ingeniero diseñador Joseph Spiess. Rechazado por el ejército francés |          |  |
| 13a    | Spiess                        | diciembre 1913 | 140.0      | 13        | 16400        | Chenu (2) 180 CV           | 75               | Reconstruido para cumplir con los estándares del ejército francés; fue de nuevo rechazado por considerarse demasiado pequeño.                      |          |  |

#### Primera Guerra Mundial
A comienzos de la I Guerra Mundial las autoridades militares francesas impusieron a la sociedad la restricción de fabricar únicamente aerostatos, pero, el rápido desarrollo de la aviación hizo que la casa retomase la construcción de aviones, creando una división que, desde 1916 era capaz de producir dos aviones a la semana.
Durante la primavera de 1914 la Sociedad recibe el encargo de la Aeronáutica Militar para construir dos unidades flexibles de 130 m de largo, un volumen de 23000 m³, dos barquillas desmontables en tres partes y cuatro motores de 250 HP que permitieran alcanzar una velocidad de 75-80 km/h. La primera de ellas comenzará sus ensayos en Saint-Cyr en julio de 1914. Durante 1915 se construyeron para el ejército francés dos nuevas unidades Zodiac, el “D’Arlandes” y el “Champaigne”, que realizaron algunas escasas incursiones sobre la retaguardia enemiga (3 y 5, respectivamente).
Sus características técnicas eran:
- Capacidad: 14840 m³
- Eslora: 102 m
- Diámetro máximo: 15 m
- Motores: 2 Zodiac de 220 hp
- Elevación: 15 t
- Capacidad ascensional: 6,8 t
- Velocidad máxima: 70 km/h
- Velocidad de crucero: 50 km/h
- Tripulación: 6

Ante el fracaso operacional y la excesiva tasa de derribos, todos los dirigibles son retirados del frente terrestre al desmantelarse el Servicio de dirigibles del ejército, siendo transferidos a la Aéronavale en 1917; se aumentará la producción de dirigibles que, pasarán a dedicarse a tareas de patrulla marítima, escolta de convoyes costeros y lucha antisubmarina junto con los Astra-Torres y los diferentes modelos construidos por la Usine de Dirigeables Militaires en Chalais-Meudon. En todo caso, a resultas del conflicto bélico la situación financiera de la compañía se resintió notablemente.
Durante los años siguientes, 1916 y 1917 la sociedad fue entregando a la Aéronavale unidades de diversos tipos ajustadas a las diferentes necesidades.
Las primeras eran pequeñas, rápidas y manejables, y de distintas dimensiones:
- Zodiac “Vedette” (1916)
- Capacidad: 2300 m³
- Motores: 2 Anzani de 70 hp
- Capacidad ascensional: 2,1 t
- Velocidad máxima: 80 km/h
- Zodiac “Vedette” (1917)
- Capacidad: 2800 m³
- Motores: 2 Renault de 60 hp
- Capacidad ascensional: 2,7 t
- Velocidad máxima: 80 Km/h

Además de los pequeños “vedettes”, la Aeronavale francesa también empleó, aunque en menor medida, modelos semi-rígidos de mayor tamaño, radio de acción y capacidad de carga.
- Zodiac “Eclaireur” (1917)

- Capacidad: 6200 m³
- Motores: 2 Hispano-Suiza de 220 hp
- Capacidad ascensional: 6,2 t
- Velocidad máxima: 80 km/h
- Zodiac “Croiseur” (1918)
- Capacidad: 12000 m³
- Motores: 2 Zodiac de 225 hp
- Capacidad ascensional: 13 t
- Velocidad máxima: 75 km/h

### Posguerra
Finalizado el conflicto, la Société Zodiac, al igual que las restantes firmas, tuvieron que reorganizarse para los tiempos de paz; los pedidos no llegaban y, de hecho, el mercado aerostático había prácticamente desaparecido. Cerrarán Lebaudy Fréres y Clement-Bayard, parará la
producción de Chalais-Meudon, mientras Astra en 1920 se integra en la nueva Nieuport-Astra . Hasta la llegada de los años treinta no se empezará a superar la crisis, sobre todo con los pedidos de globos cometa motorizados (los “motoballons”). También se intentó potenciar el tema del turismo y la práctica deportiva con el Zodiac ST, dirigible flexible, de cabina cerrada para dos pasajeros y una autonomía máxima de 350 km presentado en 1920. Y, sobre todo, durante los años treinta con los globos cometa -también llamados globo cautivo - motorizados conocidos como “Motoballons” (los MBZ numerados correlativamente), mucho más sencillos y baratos que los dirigibles, y que también se utilizarán con fines militares (observación) hasta la II Guerra Mundial.
- Zodiac ST (1920)[12]
- Capacidad: 1200 m³
- Eslora: 36 m
- Diámetro máximo: 8 m
- Motor: Anzani de 70 hp
- Velocidad máxima: 70 km/h
- Tripulación: 2
- Zodiac MBZ (Motoballon)[12]
- Capacidad: 1100 m³
- Eslora: 30,5 m
- Diámetro máximo: 8,2 m
- Motor:Salmson de 70 hp
- Velocidad máxima: 70 km/h
- Tripulación: 2

Aunque se siguieron construyendo los VZ “vedettes” flexibles hasta 1923, en que se entregó la última, la VZ 24, la sociedad Zodiac, siempre a expensas
de los pedidos de la Armada, sufrirá en los años veinte un período de crisis. Ésta empezará a superarse cuando se le encarguen en 1930 ensayos con un
dirigible también pequeño, pero semirrígido, un tipo completamente nuevo para la empresa, la V 10 bilobulada. Puede destacarse de ella que algunos
elementos de su quilla característica se encontraban presentes ya en el proyecto del ingeniero Torres Quevedo, patentado en 1902 y presentado ese año como informe a las Academias de Ciencias de Madrid y París.
Comparativamente, los datos técnicos de estas dos últimas unidades de Zodiac, final y comienzo de dos etapas bien distintas para la sociedad eran:
- Zodiac VZ 24 (1923)
- Capacidad: 1200 m³
- Eslora:36 m
- Diámetro máximo: 8 m
- Motor: Anzani de 70 hp
- Velocidad máxima: 70 km/h
- Zodiac V 10 (1924)
- Capacidad: 1100 m³
- Eslora:30,5 m
- Diámetro máximo: 8,2 m
- Motor:  Salmson Ac 9 de 60 hp
- Velocidad máxima: 70 km/h

La primera unidad (a la que seguirá otra idéntica) de las nuevas series que recuperaban los volúmenes habituales durante la Gran Guerra se denominó “Eclaireur 8”, o “E 8”, heredando las denominaciones originales de aquellos grandes dirigibles del período bélico. Se trataba de un aerostato también semirrígido con una quilla metálica triangular (situada longitudinalmente) a la que iba pegada la barquilla, y para el que se empleaba la experiencia recogida con la vedette “V 10”. Tenía, como todos los dirigibles construidos según patente de Torres Quevedo -los Astra-Torres franceses, clases “Coastal” y “North Sea” británicas-, el refuerzo suficiente en la proa que permitiera amarrarlos al aire libre mediante un poste adecuado, también patentado en 1911 por el ingeniero español. La diferencia más importante de estos dirigibles semirrígidos bilobulados con respecto al sistema semirrígido de 1902 de Torres Quevedo se encontraba en la estructura espacial interior (la que denominaba “viga funicular”), que tenía una sección triangular que determinaba un lóbulo con base a lo largo de las secciones triangulares, mientras en los E 8 y E 9 se prolonga mediante tirantes hasta el larguero situado longitudinalmente en la parte superior, y separa en celdas distintas el hidrógeno. Las restantes características de estos dos E 8 y 9 eran:
- Zodiac E 8 Eclaireur / E 9
- Capacidad: 10170 m³
- Eslora: 79,5 m
- Diámetro máximo: 18 m
- Motores: 2 Hispano Suiza de 175 hp
- Velocidad máxima: 112 km/h
- Radio de acción: 3000 km a 85 km/h
- Tripulación: 8

Las últimas aportaciones de la Société Zodiac antes de la II Guerra Mundial, son los dos pequeños dirigibles V11 y V12 construidos entre 1936 y 1936 -estrictamente- del sistema trilobulado autorrígido de Torres Quevedo. Es decir, dos aeróstatos con la viga funicular interior de sección triangular constituida por elementos no metálicos que adquirían rigidez por la presión del gas dentro de la envuelta. En este caso también constituían un encargo de la Armada francesa para la Aeronavale y estaban destinados, como todas las unidades anteriores a la base de Rochefort. Tenían las siguientes características técnicas:
- Zodiac V 11 (1935)
- Capacidad: 3400 m³
- Eslora:45 m
- Diámetro máximo: 13 m
- Motores: 2 Salmson Ac 9 de 120 hp
- Velocidad máxima: 100 km/h
- Tripulación: 4
- Zodiac V 12 (1936)
- Capacidad: 4020 m³
- Eslora:49,5 m
- Diámetro máximo: 13 m
- Motores: 2 Salmson de 135 hp
- Velocidad máxima: 103 km/h
- Tripulación: 5

Sin embargo, no serán sus creaciones aeronáuticas las que más fama darán a la Socièté Zodiac ni por las que es hoy en día universalmente conocida,
sino por las lanchas inflables semirrígidas, las -Lanchas neumáticas Zodiac- que concebirá en 1934 el ingeniero Pierre Debroutelle, e irá construyendo con restos de las telas cauchutadas empleadas en la fabricación de aerostatos. Pero, para estas cuestiones y el devenir actual de la firma véase Groupe Zodiac.